# 1977-es spanyolországi általános választás
| Miniszterelnök-jelölt    | Adolfo Suárez                             | Felipe González                          | Santiago Carrillo                                                                 |
| ------------------------ | ----------------------------------------- | ---------------------------------------- | --------------------------------------------------------------------------------- |
| Párt neve                | Demokratikus Közép Uniója                 | Spanyol Szocialista Munkáspárt           | Spanyol Kommunista Párt                                                           |
| Szavazatok száma         | 6,310,391 34,4%                           | 5,371,866 29,3%                          | 1,709,890 9,3%                                                                    |
| Mandátumok               | Képviselőház:165 / 350 Szenátus:106 / 207 | Képviselőház:118 / 350 Szenátus:49 / 208 | Képviselőház: 20 / 350 Szenátus (Demokrata Szenátus koalíció részeként): 13 / 208 |
| Változás %               | -                                         | -                                        | -                                                                                 |
| Változás a mandátumokban | -                                         | -                                        | -                                                                                 |

Az 1977-es spanyolországi általános választást 1977. június 15-én tartották Spanyolországban. Ez volt az első szabad választás a spanyol polgárháború után, 41 év után. A választást az 1977/20-as királyi rendelet értelmében lett kiírva. A választáson a Demokratikus Közép Uniója aratott győzelmet, amely egy széleskörű, centrista pártokból álló választási koalíció volt, benne számos olyan politikussal, akik a Franco-korszak alatt is töltöttek be tisztséget. Ezután lehetőség teremtődött az alkotmány elkészítésére.

## Előzmények

### A francoizmus reformja
Francisco Franco 1975-ös halála után, 1975. november 22-én trónra lépett I. János Károly király, aki menesztette az addig meglevő francoista kormányt. 1976-ban Adolfo Suárez vezetésével, a francoizmus fiatal reformer csoportja került hatalomra. Suárez első beszédében fontosnak tartotta, hogy a jövőben olyan kormánynak kell lennie az ország élén, amely a spanyolok többségének szabad akaratából kerül megválasztásra. Ezen a napon kihirdette, hogy a nép "szabadon véleményt nyilváníthat" választáson, amire a következő év június 30-ig kerül sor. 1976 novemberében elfogadták a törvényhozásban Politikai Reform törvényét (Ley para la Reforma Política), amely gyakorlatilag egy új alkotmányt jelentett. Az új "alaptörvényről" népszavazást írtak ki, amit 1976. december 15-én tartottak meg az országban. A népszavazáson 77,8%-os részvétel mellett a választók 94,17%-a igennel, az új alaptörvény elfogadása mellett szavazott. A törvény szabad utat adott a választások megtartására, a demokratikus intézményrendszer kiépülésére. Ezzel egy időben felszámolta a Franco-korszakbeli intézményi felépítést. A törvényhozás két kamarássá vált: Képviselőház és Szenátus lett. Az ország államformája alkotmányos monarchia lett.

## Választási kampány

### Pártok alakulása

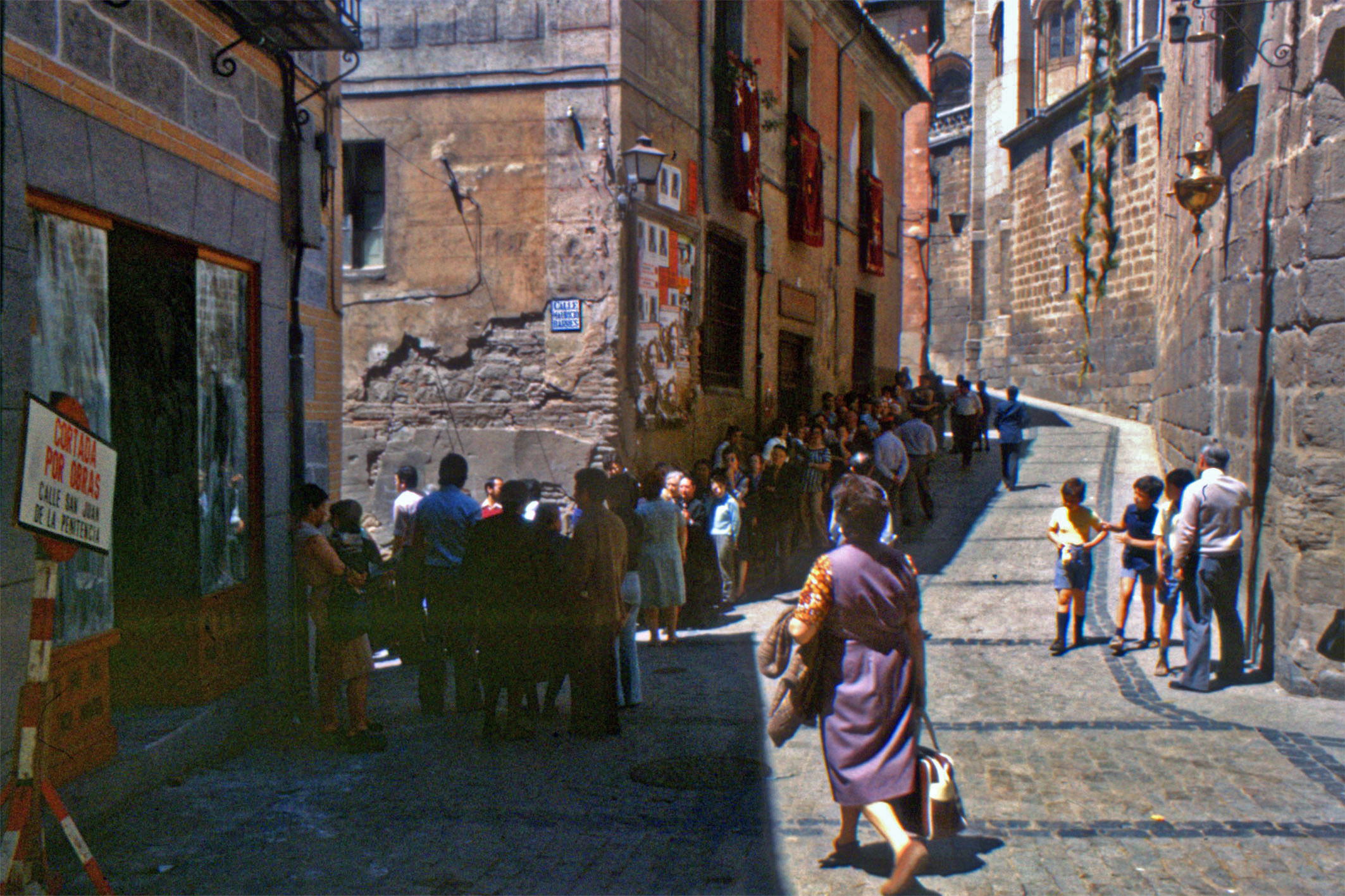
Sorban álló szavazók egy toledói szavazóhelyiség előtt

1976 vége és 1977 tavasza számos, a falangisták által betiltott párt alakult meg újból, mint a Spanyol Szocialista Munkáspárt vagy a Szocialista Néppárt. Emellett új politikai csoportok is létrejöttek, mint a Manuel Fraga fémjelezte Népi Szövetség, aki a Franco-korszakban 1962 és 1969 információs és turisztikai miniszter volt. A Falange 1977-ben szűnt meg. A Demokratikus Közép Uniója egy széles körű választási koalíció lett, amibe számos kis- és közepes szociáldemokrata, kereszténydemokrata, liberális, centrista párt integrálódott be.

### Spanyol Kommunista Párt legálissá válása
A Spanyol Kommunista Párt viszont továbbra is illegális maradt, komoly dilemmát jelentett Adolfo Suárez kormányának a párt legalizálása. 1977. január 24-én Madridban az Atocha pályaudvartól nem messze szélsőjobboldali terroristák törtek be a Munkásbizottság (Comisiones Obreras) kommunista szellemiségű szakszervezet irodájába és gépfegyverrel tűzet nyitottak az ott tartózkodó emberekre, öten életüket vesztették és négyen megsérültek. Az elhunytak temetésén százezrek vettek részt, majd sztrájkot hirdettek. 
 A pártot 1977. április 11-én hivatalosan is bejegyezték és legálissá váltak. Az RTVE választási műsorában Santiago Carrillo a párt elnök arról beszélt, hogy a "kommunizmusnak a demokrácia keretein belül kell működnie" illetve hogy legfőbb céljuk a munkások érdekeinek képviselete. Külön szót emelt a spanyol polgárháborúról, hogy a polgárháború óta megváltozott a társadalom és már másra vágynak a spanyolok. Carrillo az eurokommunizmus képviselője volt és a nemzeti megbékélés (Reconciliación nacional) politikáját hirdette.

### Demokratikus Közép Uniója
Az Adolfo Suárez fémjelezte választási szövetség legfontosabb célja Spanyolország demokráciájának a megalapozása volt, a centrum baloldali és jobboldali pártjainak támogatásával. Annak érdekében, hogy minél szélesebb társadalmi háttere legyen a szövetségnek. Külön kiemelte, hogy "nem kínálunk utópiát, hanem olyan politikusokat akik alkalmasak és képesek ezt az országot a demokrácia biztos útjára vinni". Elutasította a marxizmus és a fasizmus ideológiáját. Suárez maga az UCD-t szociáldemokratáknak, liberálisoknak és kereszténydemokratáknak otthont adó pártszövetségnek nevezte.

## Választási szlogenek
- UCD: Vote centro! La vía segura a la democracia! (Szavazzon a középre! A demokráciához vezető biztos út!)
- PSOE: La libertad esta en tu mano! Vote PSOE! (A szabadság a kezedben van! Szavazz a PSOE-ra!)
- PCE: Trabajador el partido, comunista es tu partido! (Dolgozó a párt, kommunista a te pártod!)
- AP: Si quieres que la democracia sea para todos, vota AP! (Ha azt akarod hogy mindenkinek demokrácia legyen, szavazz az AP-ra!) [7]

## Választási rendszer
Az 1977-es politikai reform törvény megteremtette a szabad választások megtartását az országban. Bevezetésre került a törvénnyel az általános választójog. Ennek értelmében a törvényhozás addigi működése is teljesen megváltozott. Az addigi francoista törvényhozás, a Cortes Españolas megszűnt. Bevezetésre került a kétkamarás parlamenti rendszer.
Az alsóháznak megfelelő Képviselőház tagjait választáson választották meg innentől kezdve. A Képviselőházban 348 mandátumot osztottak szét, melynek tagjait arányos képviseleti és zárt, országos listás vegyes választási rendszerben választottak meg. A bejutási küszöb 3%-os volt. A mandátumokat a spanyol tartományok területével megegyező többmandátumos kerületekben osztották ki, melyekben a megválasztható képviselők száma a lakosság számarányától függött.

A Szenátusban 207 mandátumot osztottak ki, a szenátusi mandátumok egy részét nyílt listás, blokk szavazásos rendszerben választották meg. A maradék 41 mandátumról a király rendelkezett és ő nevezett ki szenátorokat.

## Eredmények

### Képviselőház

Képviselőházban kiosztott mandátumok

| 1977-es spanyolországi általános választás → |                                                   |                             |                  |              |                  |                                                |  |  |  |  |
| Párt neve                                    | Párt neve                                         | Listavezető                 | Szavazatok száma | Szavazatok % | Mandátumok száma | Megjegyzések                                   |  |  |  |  |
|                                              | Demokratikus Közép Uniója (UCD)                   | Adolfo Suárez               | 6.310.391        | 34,44        | 165              | Centrista, jobbközép koalíció.                 |  |  |  |  |
|                                              | Spanyol Szocialista Munkáspárt (PSOE)             | Felipe González             | 5.371.866        | 29,32        | 118              | Koalíció Katalónia Szocialistáival.            |  |  |  |  |
|                                              | Spanyol Kommunista Párt (PCE)                     | Santiago Carrillo           | 1.709.890        | 9,33         | 20               | Koalíció PSUC-val.                             |  |  |  |  |
|                                              | Népi Szövetség (AP)                               | Manuel Fraga                | 1.504.771        | 8,21         | 16               |                                                |  |  |  |  |
|                                              | Népi Szocialista Párt-Szocialista Egység (PSP-US) | Enrique Tierno Galván       | 816.582          | 4,46         | 6                |                                                |  |  |  |  |
|                                              | Demokratikus Paktum Katalóniának (PDPC)           | Jordi Pujol                 | 514.647          | 2,81         | 11               |                                                |  |  |  |  |
|                                              | Baszk Nacionalista Párt (PNV)                     | Juan de Ajuriaguerra        | 296.193          | 1,62         | 8                |                                                |  |  |  |  |
|                                              | Kereszténydemokrácia Csoport (FDC-EDC)            | Joaquín Ruiz-Giménez        | 215.841          | 1,18         | 0                | Több kisebb párt koalíciója                    |  |  |  |  |
|                                              | Katalónia Közép és Kereszténydemokrata Uniója     | Antón Cañellas              | 172.791          | 0,94         | 2                |                                                |  |  |  |  |
|                                              | Katalán Baloldal (EC-FED)                         | Heribert Barrera            | 143.954          | 0,79         | 1                | Baloldal Demokratikus Frontjával együtt (FDI). |  |  |  |  |
|                                              | Baloldal Demokratikus Frontja (FDI)               | Lorenzo Benassar            | 122.608          | 0,67         | 0                | Katalán Baloldallal együtt.                    |  |  |  |  |
|                                              | Demokratikus Szocialista Szövetség (ASDCI)        | Manuel Murillo              | 101.916          | 0,56         | 0                | Több kisebb párt koalíciója                    |  |  |  |  |
|                                              | Munkások Választási Csoportosulása (AET)          | José Sanromá                | 77.575           | 0,42         | 0                |                                                |  |  |  |  |
|                                              | Július 18 Nemzeti Szövetség (AN18)                | Raimundo Fernández-Cuesta   | 67.336           | 0,37         | 0                | Több kisebb párt koalíciója.                   |  |  |  |  |
|                                              | Spanyol Társadalmi Reform (RSE)                   | Manuel Cantarero            | 64.241           | 0,35         | 0                |                                                |  |  |  |  |
|                                              | Baszk Baloldal (EE)                               | Francisco Letamendia        | 61.417           | 0,34         | 1                | Koalícia a Baszk Kommunista Párttal.           |  |  |  |  |
|                                              | Aragóniai Független Centrista Jelölt              | Hipólito Gómez de las Roces | 37.183           | 0,20         | 1                |                                                |  |  |  |  |
|                                              | Független Centrista Jelölt (INDEP)                | José Miguel Ortí Bordás     | 29.834           | 0,16         | 1                |                                                |  |  |  |  |
|                                              | Egyéb pártok                                      |                             | 723.290          | 2,97         | 0                |                                                |  |  |  |  |
|                                              |                                                   |                             |                  |              |                  |                                                |  |  |  |  |
| Érvénytelen szavazatok                       | Érvénytelen szavazatok                            | Érvénytelen szavazatok      | 265.797          | 1,43 %       | —                | —                                              |  |  |  |  |
| Üresen hagyott lapok                         | Üresen hagyott lapok                              | Üresen hagyott lapok        | 46.248           | 0,25 %       | —                | —                                              |  |  |  |  |
| Összesen                                     | Összesen                                          | Összesen                    | 18.324.333       | 100 %        | 350              | —                                              |  |  |  |  |

### Szenátus

Szenátusban kiosztott mandátumok

| Párt neve | Párt neve                                                  | Kiosztott mandátumok száma |
| --------- | ---------------------------------------------------------- | -------------------------- |
|           | Demokratikus Közép Uniója                                  | 106                        |
|           | Spanyol Szocialista Munkáspárt                             | 35                         |
|           | Demokrata Szenátus                                         | 16                         |
|           | Katalán Megállapodás                                       | 12                         |
|           | Autonomista Front                                          | 10                         |
|           | Galíciai Demokrata Jelölt                                  | 3                          |
|           | Aragóniai Egyesült Demokraták                              | 3                          |
|           | Népi Szövetség                                             | 2                          |
|           | Szocialista Néppárt                                        | 2                          |
|           | Demokrácia e Katalónia                                     | 2                          |
|           | Baszk Baloldal                                             | 1                          |
|           | Aragóniai Független Centrista Jelölt                       | 1                          |
|           | Rioja Demokratája                                          | 1                          |
|           | Asamblea Majorera                                          | 1                          |
|           | Santanderi Demokrata Erő                                   | 1                          |
|           | Függetlenek listája                                        | 11                         |
|           | I. János Károly spanyol király által kinevezett szenátorok | 41                         |
| Összesen  | Összesen                                                   | 248                        |